# Voulpaix
Voulpaix je naselje in občina v severni francoski regiji Pikardiji, departmaja Aisne. Leta 2006 je naselje imelo 389 prebivalcev.

## Geografija
Občina meji na Laigny, Fontaine-lès-Vervins, Saint-Pierre-lès-Franqueville , Lemé in La Vallée-au-Blé. 

## Administracija
Občina Voulpaix je sestavni del kantona Vervins, slednji se nahaja v okrožju Vervins.

### Župan
Gaston Louvet: 1947 - 1965 

Guy Renaux: 1965 - 1995 

Michel Degardin: 1995 - 2008 

Jean Paul Renaux: 2008 - 2014